# Георги Победоносец
Вижте пояснителната страница за други значения на Свети Георги.
Свети великомъченик Георги Победоносец (275 – 281 г. – 23 април 303 г.) е един от най-почитаните светци, мъченик за Христовата вяра, убит по време на Диоклециановите гонения.  
Мощите на свети Георги са погребани в град Лида/Диосполис в римската провинция Палестина, част от реформираната Сирия Палестина (дн. Лод, Израел), от който град е майка му и където живее известно време, след смъртта на баща си. Скоро се прочува чрез множество чудеса, които извършва след смъртта си, като небесен воин и закрилник. 
Почитан, като мъченик, както от източните, така и от западните християнски църкви. Българската православна църква, както и православните църкви в Грузия, Русия, Северна Македония, Сърбия и Черна гора честват паметта му на 6 май. В България 6 май (Гергьовден) е важен църковен празник, сред най-празнуваните имени дни, а също и официален държавен празник. Православната църква в Гърция и Румъния чества паметта му на 23 април, когато се чества и във Великобритания. Той е покровител на Англия, България, Русия, Грузия, Гърция, Етиопия, Канада, Каталония, Литва, Португалия, Сърбия, Черна гора и на градовете: Бейрут, Генуа, Истанбул, Любляна, Москва и Фрайбург.

## Изобразяване
На иконите св. Георги Победоносец е изобразяван винаги на кон, с лежаща в краката му убитата от него ламя – най-прочутото му чудо, случило се според легендата близо до град Вирит (днешен Бейрут, столицата на Ливан). В голямо езеро край града се настанява страшен змей човекоядец, с отровен дъх. След като не успяват да го преборят, жителите на града се принуждават да помолят владетеля си за помощ. Той нарежда да му принасят в жертва ежедневно по едно дете и обещава да прати и щерка си някой ден да я изяде чудовището. Когато ѝ идва редът, девойката облича най-хубавата си премяна и отива на брега на езерото, където свети Георги, яхнал бял кон, я намира обляна в сълзи. Притичва ѝ се на помощ и заедно улавят раненото от копието му животно, и го отвеждат в града. Там Георги му отрязва главата, а десетки хиляди жители на града се покръстват, призовани от светеца. На мястото на смъртта на змея са съградени две църкви – едната, посветена на Божията Майка, а другата, на името на свети Георги. При освещаването на последната избликва извор с лековита жива вода.

На стенописи (в църквата на Павниси, Грузия, третата четвърт на XII в.) и често на гръцки и български икони е представен и момък, седнал зад седлото на св. Георги с кърпа в едната си ръка и кана (всъщност кукумион, съд с топла вода) – в другата. Младежът, родом от Пафлагония, е прислужник на болярин в Преслав, пленен някое време преди това в боевете при Ахелой и Катасирти през 917 г. Свети Георги го връща на опечалените му родители.
Светецът е описван и в песни. Православната църква го възпява със следния тропар:
| “                  | Като освободител на пленници и на бедни защитник, на немощни лекар, на царе поборник, победоносни великомъчениче Георги, Моли Христа Бога, да се спасят нашите души. | ” |
| —Тропар, глас 4-ти | |   |

## Житие
В различни версии на житието на свети Георги Победоносец смъртта му се приписва на някакъв жесток източен деспот на име Дадан или на император Диоклециан, в чиято армия служи, заемайки длъжността трибун и бидейки част от личната му гвардия, докато той е в Никомедия, Мала Азия. Владетелят заповядва на своя приближен да вземе участие в преследванията над християните, които наскоро е предприел, но Георги отказва, изтъквайки, че сам той е християнин и критикува решението му, след което е осъден на смърт, предхождана от мъчения.
Според легендата на път за тъмницата Георги получава знак от Исус Христос, че ще му помага в изпитанията – един от стражите го смушква с копието си, за да върви по-бързо, но то омеква и се превива на две. В затвора светецът е разпънат, окован на пода и му слагат тежък камък върху гърдите, по-късно продължително го изтезават. Императорът решава, че е умрял от това и отива да принесе благодарствена жертва. Обаче докато е в храма на Аполон, при мъченика идва ангел, освобождава го и му връща здравето. Скоро владетелят разбира за това и нарежда нови мъчения, мимоходом осъждайки на смърт надзирателите Анатолий и Проталеон, за които научава, че са се покръстили. Георги прекарва в яма с негасена вар 3 дни, но накрая пак е невредим и печели още привърженици. 
Дадан пак не е доволен и отново го подлага на побой с бичове и го тиква в тъмницата, след което вика на помощ един магьосник на име Атанасий, който му приготвя някаква отвара. Целта му е с нея да го направи податлив на убеждаване и да го накара да се отрече от вярата си, но не успява и предлага да подложат Георги и божеството му на изпитание, с което да докажат, че тя е несъстоятелна. Изпитанието е да възкреси човек, който е умрял отдавна, и светецът го преминава успешно. В резултат публиката се покръства, но е незабавно изклана; загива и Атанасий, който също се обява за християнин, а също и възкресеният е наново убит.  
Отново в затвора, Георги посреща много посетители и ги дарява с чудотворни изцеления. Също там му се явява самият Христос и му обещава помощ в последните изпитания и близост със себе си в Небесното царство. На другия ден Диоклециан се опитва да го убеди да принесе жертва на бог Аполон, но неговото и на други божества идоли (статуи) се разпадат. Това кара там присъстващата благородничка Александра (представяна в агиографията и като жена/съпруга на императора; по-скоро – наложница на Дадан) да се просне в краката на войника, за което е осъдена на смърт, но тя умира преди изпълнението на присъдата. Веднага след това св. Георги е посечен (обезглавен с меч) пред стените на Никомидия.

## Денят на свети Георги
Въпреки че успението на свети Георги е на 23-ти април, Българската православна църква продължава да отбелязва паметта на светеца на 6-и май. Изследване на този проблем прави дългогодишният директор на Църковно-историческия и архивен институт към Светия синод д-р Христо Темелски, които разкрива, че под натиск от комунистическата власт се сменя датата на Гергьовден, за да се забрави паметта към свети Георги и да бъде заменена с новия „народен“ празник – Денят на овчаря и пастира, който се отбелязва на 6-ти май.
Д-р Темелски открива, че след смяната на календара БПЦ започва да празнува паметта на свети Георги именно на датата на неговото успение – 23-ти април. Това продължава до 1976 година, когато от Българската комунистическа партия (БКП) настояват паметта на светеца да бъде отбелязвана на датата 6-ти май – Ден на овчаря. 
През 60-те години на XX век БКП измисля много „народни“ празници, чрез които цели да замени вярата на българския народ към силно почитани християнски светци с нови „народни“ празници – биват въведени, например, Ден на лозаря и Ден на овчаря и пастира. Така през 1976 година Михаил Кючюков, председател на Комитета по въпросите на БПЦ и на религиозните култове, получава нареждане от БКП да помоли членовете на Светия синод да въведат празнуването на Гергьовден отново на 6-и май, когато вече се чества Денят на овчаря и пастира. От Синода отказват, защото датата е строго определена на 23-ти април. Тогава Кючюков получава помощ от д-р Харитон Попов, директор на Синодално издателство – преди отпечатването на календара за 1977 година Попов въвежда празника на свети Георги на 6-и май, без да се допитва до Синода. След това Попов обяснява, че промяната е направена по нареждане на БКП.
„И колкото и парадоксално да звучи, оттогава (1977 г.) и досега Гергьовден не се чества като празник на св. великомъченик Георги Победоносец, а като Ден на овчаря и пастира. Това не само е недостойно, но и петни паметта на светеца. Крайно време е да се ликвидира този църковно-календарен парадокс…“, пише д-р Темелски.

## Храмове в България, посветени на свети Георги
В България има над 400 храма, както и няколко манастира, посветени на свети Георги. Според регистъра на храмовете при Дирекцията по вероизповеданията към Министерския съвет  почти всички от тези храмове (без един) принадлежат на Българската православна църква.
Сред манастирите и манастирските храмове в България, които са посветени на свети Георги, са (в азбучен ред):
- Белащински манастир „Свети великомъченик Георги Победоносец“ – намира се при село Белащица, до град Пловдив, постоянно действащ девически манастир[6], част от Пловдивска епархия на БПЦ;
- Букоровски манастир „Свети великомъченик Георги Победоносец“ – намира се при село Букоровци, до град Годеч, Софийска област, периодично действащ манастир, без монаси[7], част от Софийска епархия на БПЦ;
- Гложенски манастир „Свети великомъченик  Георги Победоносец“ – намира се при село Гложене, до град Тетевен, постоянно действащ мъжки манастир[8], част от Ловчанска епархия на БПЦ;
- Говедарски манастир „Свети великомъченик Георги Победоносец“ – намира се при село Говедарци, до град Самоков, периодично действащ манастир, без монаси[9], част от Софийска епархия на БПЦ;
- Горнобогровски манастир „Свети великомъченик Георги Победоносец“ – намира се при село Горни Богров, Столична община, постоянно действащ мъжки манастир, без монаси, поддържан от свещеник[10], част от Софийска епархия на БПЦ;
- Градецки манастир „Свети великомъченик Георги Победоносец“ – намира се при село Градец, до Костинброд, периодично действащ[11], част от Софийска епархия на БПЦ;
- Кремиковски манастир „Свети великомъченик Георги Победоносец“ - намира се в квартал „Кремиковци“ в София, постоянно действащ мъжки манастир, без монаси, поддържан от свещеник[12], част о Софийска епархия на БПЦ;
- Поморийски манастир „Свети великомъченик Георги Победоносец“ - намира се в град Поморие, постоянно действащ мъжки манастир, част от Сливенска епархия на БПЦ;
- Равненски манастир „Свети великомъченик Георги Победоносец“ - намира се при село Равна, община Годеч. Днес има запазена само черква[13]. Манастирът край Годеч е различен от манастира край село Равна, община Провадия, посветен на Света Богородица. Манастирът край Годеч е днес е недействащ, без монаси. Манастирската черква е възстановена през 1926 година. След края на комунистическия режим, около храма са изградени четири параклиса - „Света Петка“, „Света София“, „Свети Кирил и Методий“ и „Вси Всетий“[14]. Манастирът попада в рамките на Софийска епархия на БПЦ;
- Хаджидимовски манастир „Свети великомъченик Георги Победоносец“ - намира се до град Хаджидимово, постоянно действащ мъжки манастир[15], част от Неврокопска епархия на БПЦ;
- Чуриловски манастир „Свети великомъченик Георги Победоносец“ – намира се при село Чурилово, до Петрич, постоянно действащ мъжки манастир, част от Неврокопска епархия на БПЦ[16];
- Манастирски метох „Свети Георги“ – метох на Бачковския манастир в Асеновград;
- Два манастирски параклиса „Свети Георги“ към Бачковския манастир – единият се намира след моста до манастира в село Бачково, а другият над една скала по пътя към Клувията[17].

Черкви, посветени на свети Георги, има в следните населени места (по азбучен ред - при селища с дублиращи се имена в линка към името на селището е посочено конкретното селище с храм в чест на свети Георги, а при някои и общината или областта на конкретното селище):
- Антимово, Априлци, Арбанаси, Арнаутито, Асеновград, Байкал, Балей, Балчик, Банкя (квартал „Грандоман“[18]), Баня, Беброво, Белевехчево, Белене, Белила, Белица, Беловец, Белоградчик, Белозем, Берсин, Бистрица (Столична община), Бистрица (община Дупница), Блажиево, Блатница, Бойчиновци, Болярци (община Садово), Бояна, Бракьовци, Брезник, Брестово, Брод, Буново, Бургас, Буховци, Бучино, Българене, Българка, Бъта, Бяла, Валевци, Васил Левски, Василовци, Велико Търново, Велинград, Велчево, Ветрен, Ветрище, Винарско, Виница, Вировско, Вискяр, Воден, Водица, Войници, Волуяк, Вонеща вода, Враца, Вукан, Вълче поле, Върбица, Върбово (област Смолян), Върбово (област Хасково), Вършец, Габарево, Габрица, Габрово (област Благоевград), Гаврил Ганово, Гаганица, Гайтаниново, Гергевец, Гиген, Главановци (община Георги Дамяново), Говедарци, Големо Бабино, Големо Белово, Големо Пещене, Големо Чочовени, Горна Брезница, Горна Оряховица, Горник, Горно Уйно, Горски извор, Горско сливово, Градина, Гулянци, Гълъбец, Гърмен (два храма), Гюргич, Дебово, Дебрен, Дебрене, Деков, Делейна, Джулюница, Дивчовото, Димитровград, Динево, Добри дол, Добрич (два храма), Долистово, Долна Бешовица, Долна Градешница, Долна Оряховица, Долна баня, Долни Вадин, Долни Луковит, Долни Пасарел, Долно Камарци, Долно Спанчево, Долно изворово, Долно село, Дончево, Драбишна, Драгойново, Дреново, Дропла, Друмохар, Дулово, Дупница, Дъбовик, Дъбово, Дюлево, Езерец, Езерово, Елена, Елешница, Енина, Етрополе, Жегларци, Желязно, Жеравино, Живково, Загражден, Замфир, Зидарово, Златица, Златоград, Златолист, Златосел, Ивайло, Игнатово, Изворово (област Хасково), Изворово (област Търговище), Йоаким Груево, Каварна, Калово, Камен (област Велико Търново), Камен (област Добрич), Каменец, Камено, Камилски дол, Капитан Андреево, Кипра, Кичево, Климент, Ковачево, Кожари, Козаревец, Козлодуйци, Кокаляне, Коларово, Кондолово, Копривлен, Косарка, Костенец (град), Кочево, Кошарна, Кривня, Кромидово, Кутловица, Кърджали, Кърнаре, Кюстендил (средновековна църква-музей), Левски (село в община Панагюрище), Левуново, Леденик, Лесидрен, Лилюч, Лозен, Лозенец, Лом, Ломница, Луковит, Любенова махала, Любовка, Лясковец, Мадан, Мадара ( „Свети великомъченик Георги и Свети Тривелий“), Маджерито, Малко Търново (община Чирпан), Мало село, Малък Преславец, Малък манастир, Малък чардак, Мартен, Мартиново, Мездра, Мелница, Места, Микрево, Минерални бани, Могила, Момина клисура, Момина село, Мусачево, Мусомища, Мухово, Мърчаево, Мътеница, Невестино (община Карнобат), Нова махала, Нови пазар (област Кърджали), Ново Лески, Ново село (община Стамболийски), Ново село (община Русе), Новоселци, Овчеполци, Огняново (община Елин Пелин), Опака, Орешец, гара Орешец, Оризари, Оряхово, Отец Кирилово, Пазарджик, Панагюрище, Пауново, Певец, Перник, Петрич, Песочница, Петелово, Петокладенци, Петрич (община Петрич), Петрич (село в община Златица), Петров дол (област Варна), Петърч, Плачидол, Пловдив, Подкрепа, Понор, Попина, Попово (село в община Ямбол), Преселенци, Провадия, Пролеша, Пчелин, Първенец (община Стралджа), Равнище, Радомир, Радуил, Радуй, Разград (община Разград), Разград (село в област Монтана), Разделци, Разлог, Раковица, Расово, Репляна, Реселец, Рогозиново, Росен, Рудозем, Руен (област Бургас), Русе, Ряхово, Савино, Самораново, Сандански, Сапарева баня, Свидня, Селище (община Севлиево), Сестримо, Сигмен, Синитово, Скалица, Слатина (община Берковица), Смолян, Созопол, Соколово (община Ловеч), София  - в столицата имат няколко черкви, посвети на свети Георги[19]: гръцката черква на булевард „Македония“, базиликата на булевард „Патриарх Евтимий“, ротондата зад Президентството, храмът в ж.к. „Дървеница“, храмът в ж.к. „Сухата река“, черквата в кв. „Горубляне“, черквата в кв. „Суходол“, храмът в кв. „Сеславци“, храмът в ж.к. „Бяла Черква“ в м. „Ширините“ във в.з. „Косанин дол“,  както и гробищните черкви в кварталите „Драгалевци“, „Требич“ и „Челопечене“; село Спатово (община Сандански), Средец (област Стара Загора), Средногорово, Стамболово (община Ихтиман), Старо село (община Мездра), Стефан Караджа (област Добрич), Стойково, Столетово (област Стара Загора) Столът, Студена (област Перник), Съединение (област Бургас), Татарево(област Пловдив), Тервел, Терзийско (област Бургас), Тодор Икономово, Тодорово (област Плевен), Тополи дол, Тополовград, Топчии, Тотлебен, Триводици, Троян, Трудовец, Трявна, Тюленово, Тянево (община Симеоновград), Хаджидимитрово (област Ямбол), Ханово, Хасково, Хераково, Хлябово, Хотанца, Хрищени, Царацово, Царево, Целина, Церово, Чалъкови, Чепърлинци, Черна могила, Черниче, Черноземен, Чилнов, Чорбаджийско, Чудинци, Чучулигово, Шуменци (два храма), Щърково, Ябълково (област Кюстендил), Якоруда, Ямбол.

Параклиси, посветени на свети Георги, има в следните населени места (по азбучен ред):
- Асеновград (пет параклиса в чест на свети Георги), Банкя (два параклиса - в квартал „Изгрев“ и в центъра на града в болницата за рехабилитация СБР Банкя[18]), Бачево, Бистрица (община Благоевград), Бобошево, Бодрово, Бождово, Болярци (община Садово), Борино, Борово, Бостина, Брежани, Брезница, Бузяковци, Вакарел, Великово, Велинград (Гергевана), Виногради, Враня, Върбово (област Смолян), Габрово (област Габрово), Голем Целим, Горно Хърсово, Горнослав, Гостун, Градево, Грамаждано, Девин, Драгоман, Дълбок извор, Елешница, Ефрем, Железница, Иваняне, Извор, Кален, Калиманци, Ковачевица, Косово, Костенец (село), Кошарица, Крупник, Куклен, Кюстендил, Левочево, Лесковец, Лобош, Ловеч, Малево, Манастир, Мечкул, Михалково, Момчиловци, Мулдава, Нареченски бани, Новаково, Обидим, Орехово, Павелско, Петково, Петрово, Покровник, Полето, Полковник Серафимово, Първенец (община Родопи), Рила, Руен (община Куклен), Сапарево, Свищов, Сестримо, Славейно, Смолян - три параклиса, София - параклисът се намира в район „Възраждане“[20], Стефаново (област Перник), Сусам, Тешово, Тополница (област Кюстендил), Тутракан, Хвойна, Храбрино, Црънча (област Пазарджик), Чепеларе, Черешница, Чудинци, Чуковец (област Перник), Югово.

Според регистъра на Дирекцията по вероизповеданията единственият регистриран храм в чест на свети Георги, който не е подведомствен на БПЦ, е храм „Свети Георги Победоносец“ в село Негушево. Храмът принадлежи на Българската старо католическа църква.
Извън храмовете в регистъра на регистрираните вероизповедания към Дирекцията по вероизповеданията, в България има още няколко храма, посветени на свети Георги:
- два храма „Свети великомъченик Георги Победоносец“, които принадлежат на Българската православна старостилна църква - параклис в София[21] и черква в Стамболийски[22];
- храм „Свети великомъченик Георги Победоносец“ между Банско и Добринище - храмът принадлежи на една от групите на бившия Алтернативен синод[23].

Извън България също има няколко български храма, посветени на свети Георги:
- Зографският манастир „Свети великомъченик Георги Победоносец“, който е българският манастир на Света гора в Гърция. Манастирът се намира в юрисдикцията на Вселенската патриаршия;
- Българската църковна община в Загреб, Хърватия, също е посветена на свети Георги. Общината се управлява от Западно и Средноевропейската епархия на БПЦ[24];
- Три от българските храмове в САЩ са посветени на свети Георги - черквите в Орландо, Торонто и Лос Анджелис[25]. Те се управляват от Българската източноправославна епархия в САЩ, Канада и Австралия към БПЦ.